# Одер-Шпре (район)
О́дер-Шпре (нем. Oder-Spree) — район в Германии. Центр района — город Бесков. Район входит в землю Бранденбург. Занимает площадь 2243 км². Население — 184,3 тыс. чел. (2010). Плотность населения — 82 человек/км².
Официальный код района — 12 0 67.
Район подразделяется на 38 общин.

## Города и общины
1. Фюрстенвальде (32 504)
2. Айзенхюттенштадт (31 258)
3. Шёнайхе (12 201)
4. Эркнер (11 578)
5. Шторков (9108)
6. Бесков (8112)
7. Грюнхайде (7959)
8. Вольтерсдорф (7818)
9. Штайнхёфель (4509)
10. Риц-Нойендорф (4265)
11. Таухе (3902)
12. Фридланд (3192)

Управление Брисков-Финкенхерд
1. Брисков-Финкенхерд (2457)
2. Грос-Линдов (1845)
3. Цильтендорф (1629)
4. Визенау (1342)
5. Фогельзанг (772)

Управление Нойцелле
1. Нойцелле (4474)
2. Найсемюнде (1769)
3. Лавиц (630)

Управление Одерфорланд
1. Бризен (2205)
2. Якобсдорф (1900)
3. Беркенбрюк (1019)
4. Мадлиц-Вильмерсдорф (710)

Управление Шармютцельзе
1. Бад-Заров (4858)
2. Вендиш-Риц (1412)
3. Райхенвальде (1130)
4. Лангеваль (814)
5. Динсдорф-Радлов (576)

Управление Шлаубеталь
1. Мюлльрозе (4472)
2. Шлаубеталь (1912)
3. Зидихум (1621)
4. Миксдорф (958)
5. Грунов-Даммендорф (559)
6. Рагов-Мерц (481)

Управление Шпренхаген
1. Шпренхаген (3449)
2. Гозен-Ной-Циттау (2911)
3. Рауэн (1942)

(30 сентября 2010)